# Wildflower (Sheryl Crow)
Wildflower is het vijfde studio-album van Sheryl Crow. Het verscheen in september 2005.

## Achtergrondinformatie
Na het wereldwijde succes van The Very Best of Sheryl Crow keerde Sheryl grotendeels terug naar haar 'roots' als singer/singwriter. In interviews noemt ze Wildflower haar meest artistieke album, waarvan ze twijfelt of ze het van haar platenmaatschappij had mogen uitbrengen als haar greatest hits-album niet zo goed had verkocht.
In Europa werd het album geen succes en werden er ook geen singles uitgebracht. In de Verenigde Staten kwam het album tot de 2e positie van de Billboard Albumlijst, ontving Sheryl twee Grammy Award-nominaties en stond Always On Your Side (als duet met Sting) een aantal weken in de top 20.
Het nummer Wildflower is opgedragen aan Lance Armstrong, destijds haar verloofde. Kort na het verschijnen van het album werd de relatie verbroken en werd bij Sheryl borstkanker in een vroeg stadium geconstateerd.

## Tracklist
01. I Know Why

02. Perfect Lie

03. Good Is Good

04. Chances Are

05. Wildflower

06. Lifetimes

07. Letter to God

08. Live It Up

09. I Don't Wanna Know

10. Always On Your Side

11. Where Has All The Love Gone

Bonustrack Europa

12. Wildflower (Acoustic Version)